# Plectorhinchus pictus
Plectorhinchus pictus és una espècie de peix de la família dels hemúlids i de l'ordre dels perciformes.

## Morfologia
Els mascles poden assolir els 83 cm de longitud total.

## Distribució geogràfica
Es troba des del Golf Pèrsic fins a Sri Lanka i la Xina.